# Bleke glimmerinktzwam
De bleke glimmerinktzwam (Coprinellus pallidissimus) is een schimmel uit de familie Psathyrellaceae. Hij leeft saprotroof aan boomstronken op klei.

## Kenmerken
Hij is nauw verwant aan de gladstelige glimmerinktzwam (Coprinellus truncorum), maar met wit (in plaats van geelbruin) velum, iets bredere en donkerdere sporen en het (vrijwel) ontbreken van pleurocystidia. 

## Verspreiding
De bleke glimmerinktzwam komt voor in Europa In Nederland komt hij zeer zeldzaam voor.